# Nelkenwurzen
Die Nelkenwurzen (Geum) sind eine Pflanzengattung innerhalb der Familie der Rosengewächse (Rosaceae).

## Beschreibung

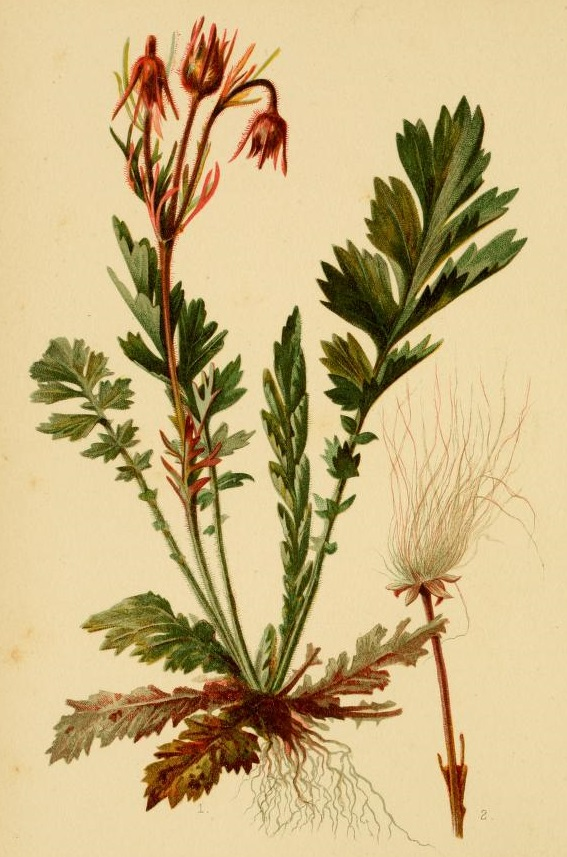
Illustration von Geum triflorum aus The native flowers and ferns of the United States in their botanical, horticultural and popular aspects, 1878

### Vegetative Merkmale
Nelkenwurz-Arten sind ausdauernde krautige Pflanzen. Die Laubblätter sind in Blattstiel und Blattspreite gegliedert. Nelkenwurz-Arten besitzen eine Grundblattrosette aus unpaarig fiederschnittigen Blättern, deren endständiger Lappen ebenso wie die beiden obersten Lappen vergrößert sind. Der aufrechte Blütenstandsschaft wächst aus den Achseln der Rosettenblätter und ist belaubt, die stängelbürtigen Blätter sind weniger stark eingeschnitten als die der Rosette.

### Generative Merkmale
Der Blütenstand ist endständig, sympodial und zumeist wenigblütig. Die zwittrigen Blüten sind radiärsymmetrisch. Der Blütenbecher ist schalen- bis tassenförmig oder verkehrt-kegelförmig, ein Außenkelch ist vorhanden (Ausnahme: Geum vernum), seine Lappen sind kleiner als die eigentlichen Kelchblätter, diese liegen bündig aneinander oder überdecken einander leicht. Die Farben der Kronblätter sind häufig gelb, auch weiß, rot rosa- oder purpurfarben kommen vor.
Gelegentlich findet sich ein (nie hervorragender) Diskus zwischen den zahlreichen Staubblättern (20 bis viele). Auch die Griffel sind zahlreich und wachsen ab dem Grund des Blütenbechers oder von einem kegelartigen bis zylindrischen Ring aus, dessen unterer Teil bei manchen Arten zu einem Gynophor ausgebildet ist. An ihrem Ende teilen sie sich in Griffeläste, deren unterer Teil sich nach der Blüte verlängert, bleibend und hakenförmig ist, der obere Teil hingegen fällt ab. Die Narben sind punktförmig.
Als Früchte bilden sich Achänen. Die Samen haben eine häutige Schale.
Die Chromosomengrundzahl beträgt x = 7. Bei der Mehrzahl aller Arten liegt Hexaploidie vor; die Chromosomenzahl beträgt meist 2n = 42, aber auch 28, 56, 70 und 84 kommen vor.

## Standorte
Nelkenwurz-Arten finden sich in offenen Vegetationen und Wäldern, gelegentlich auch als „Unkräuter“.

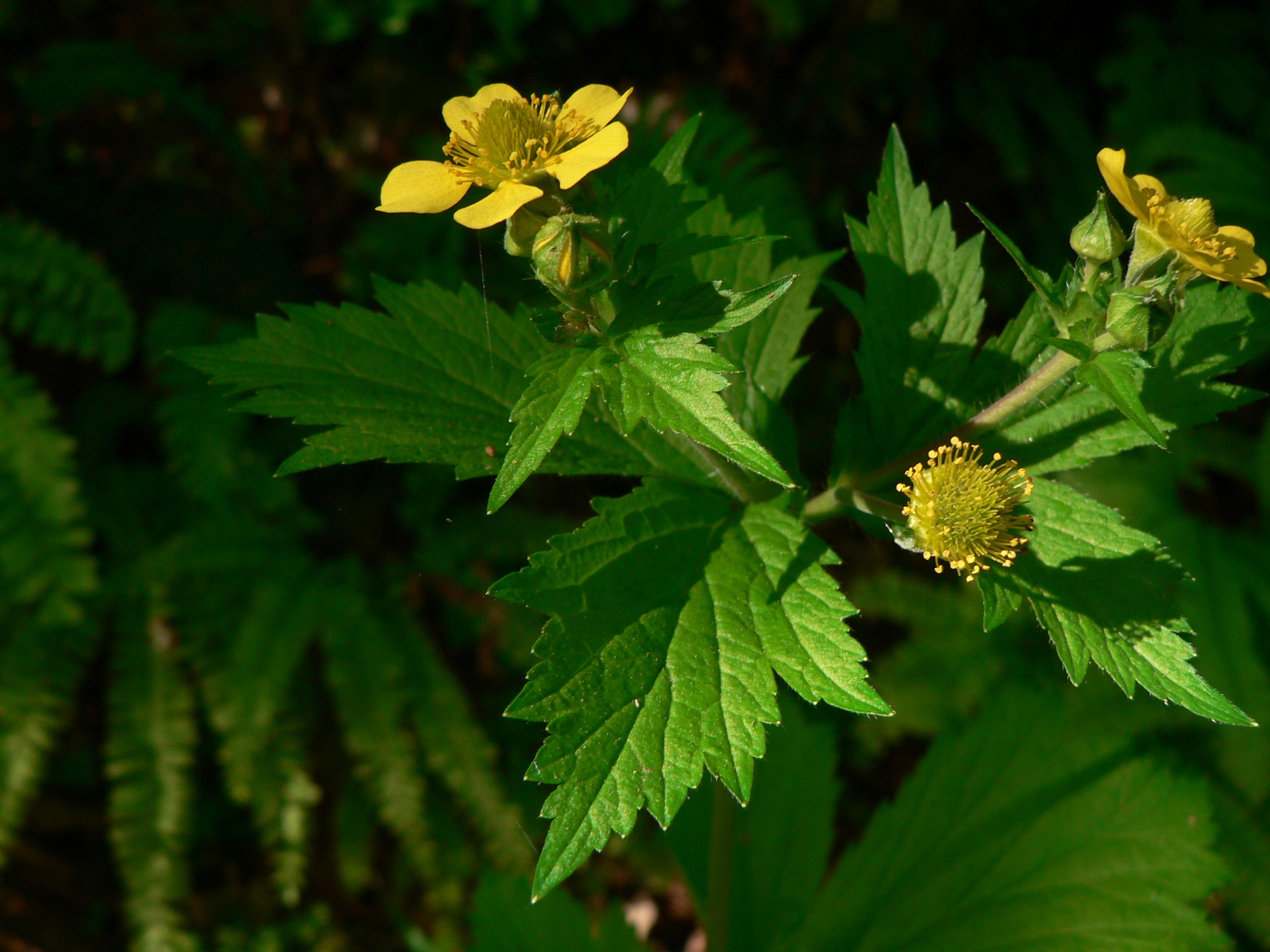
Geum macrophyllum

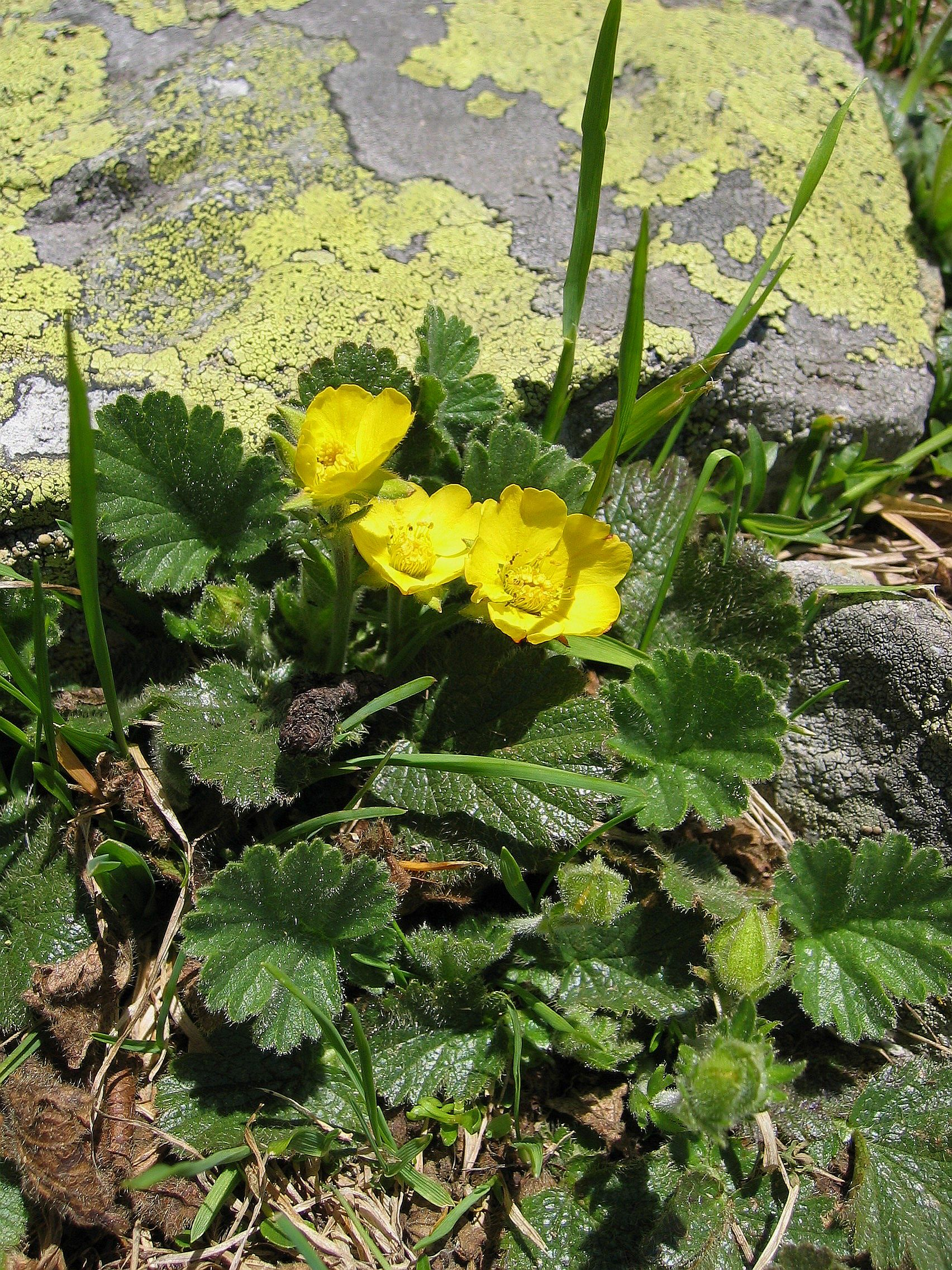
Berg-Nelkenwurz (Geum montanum)

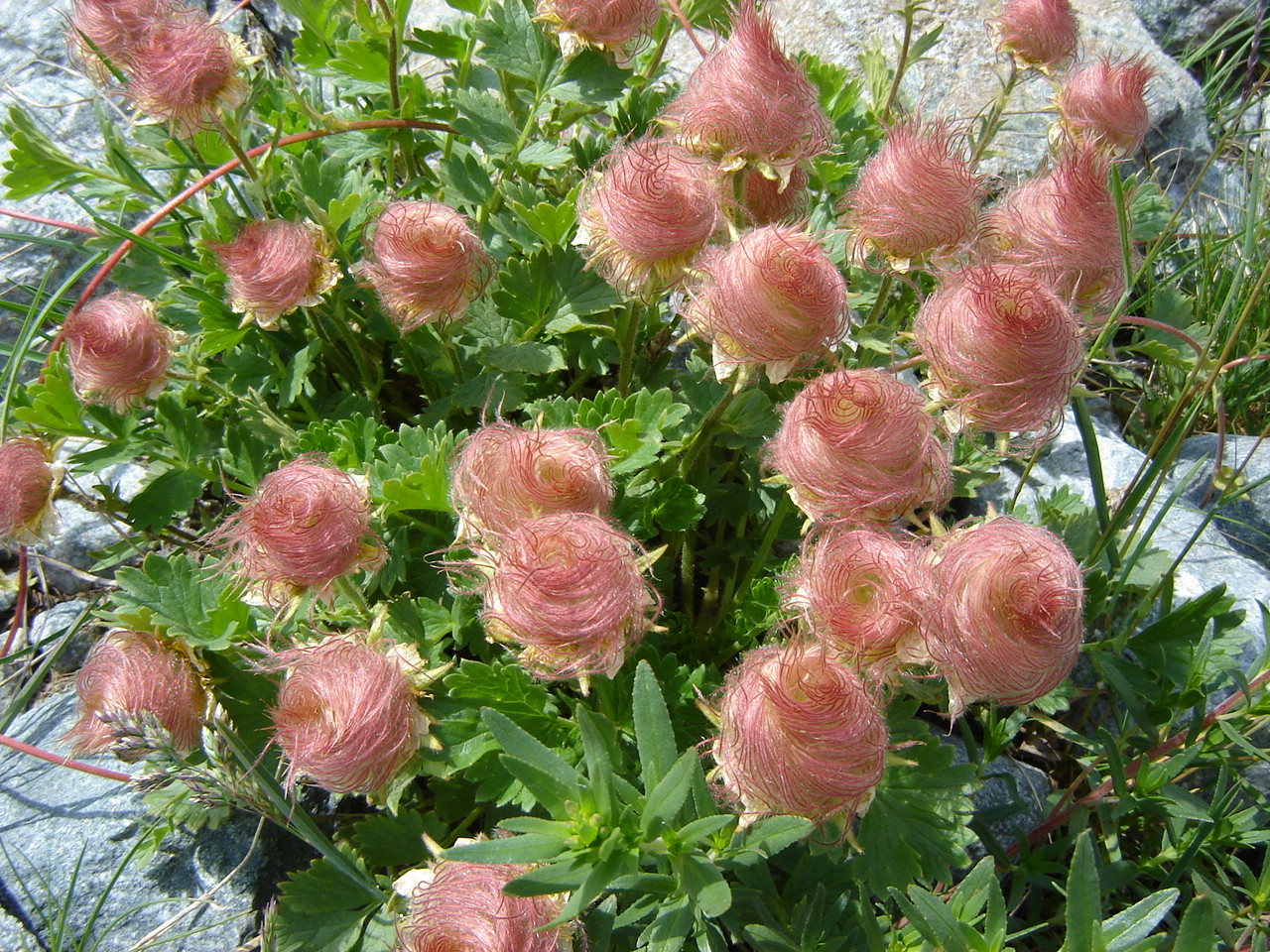
Kriechende Nelkenwurz (Geum reptans)

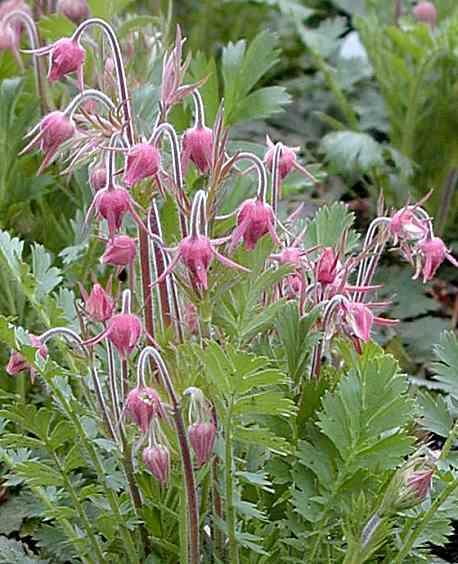
Geum triflorum

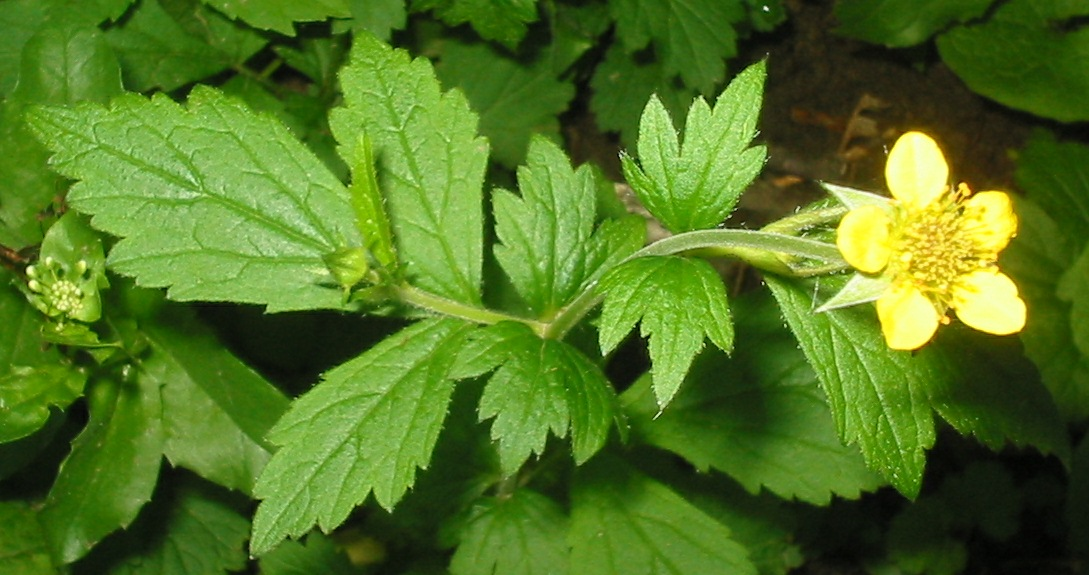
Echte Nelkenwurz (Geum urbanum)

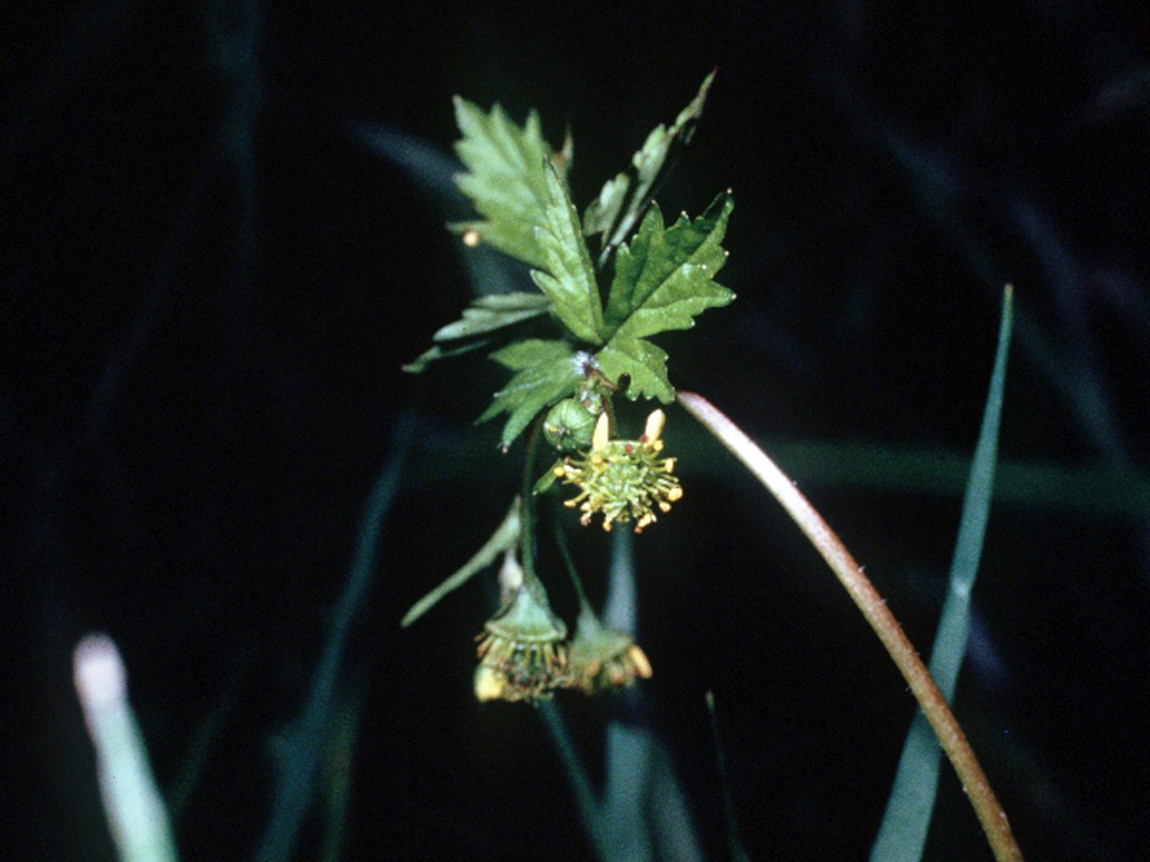
Die reduzierten Blüten von Geum vernum

## Systematik und Verbreitung
Die Gattung Geum wurde 1753 durch Carl von Linné in Species Plantarum, Tomus I, S. 500 aufgestellt. Synonyme für Geum L. sind: Acomastylis Greene, Erythrocoma Greene, Neosieversia Bolle, Novosieversia F.Bolle, Oncostylus (Schltdl.) F.Bolle, Stylypus Raf., Parageum Nakai & H.Hara.
Die Gattung Geum gehört zur Tribus Colurieae in der Unterfamilie Rosoideae innerhalb der Familie Rosaceae. Der Umfang der Gattung Geum wird kontrovers diskutiert. In diesem Artikel wird die Gattung Geum ohne Eingliederung der Gattung Waldsteinia dargestellt.
Die Geum-Arten sind in Eurasien, Nord- und Südamerika sowie mit einer Art in Südafrika weitverbreitet.
Je nach Autor gibt es etwa 30 Geum-Arten (Auswahl):
In Mitteleuropa vorkommende Arten:
- Berg-Nelkenwurz (Geum montanum L.)
- Kriech-Nelkenwurz (Geum reptans L.)
- Bach-Nelkenwurz (Geum rivale L.): Sie ist auf der Nordhalbkugel in Eurasien und Nordamerika weitverbreitet.[1]
- Echte Nelkenwurz (Geum urbanum L.): Sie ist in Eurasien und Nordafrika weitverbreitet. In Australien und Neuseeland ist sie ein Neophyt.[1]

Weitere Arten (Auswahl):
- Geum aleppicum Jacq.: Sie kommt in Polen, Ungarn, Rumänien, in der Slowakei, in Asien und in Nordamerika vor und ist in Neuseeland ein Neophyt.[1]
- Geum bulgaricum Pančić
- Geum calthifolium Menzies ex Sm.: Sie kommt in Japan, in Kamtschatka, auf den Kurilen, in Alaska und British Columbia vor.[1]
- Geum canadense Jacq.: Sie kommt in den kanadischen Provinzen Quebec, Nova Scotia, Ontario, New Brunswick und in den östlichen bis zentralen Vereinigten Staaten vor.[1]
- Geum capense Thunb.: Es ist die einzige in Südafrika vorkommende Art.
- Rote Nelkenwurz (Geum coccineum Sibth. & Sm.): Sie kommt auf der Balkanhalbinsel und in der Türkei vor.[1]
- Geum elatum Wall. ex G.Don
- Geum heterocarpum Boiss.
- Geumm involucratum Juss. ex Pers. (Syn.: Geum parviflorum Comm. ex Sm.)
- Geum japonicum Thunb.: Sie kommt in Japan, Korea, China und auf den Kurilen vor.[1]
- Geum leiospermum Petrie
- Geum macrophyllum Willd.: Sie kommt in Japan, auf den Kurilen, in Sachalin, in Kanada und in den Vereinigten Staaten vor. In Europa ist sie ein Neophyt.[1]
- Geum molle Vis. & Pančić: Sie kommt in Italien und auf der Balkanhalbinsel vor.[1]
- Geum peckii Pursh: Sie kommt in New Hampshire, in Vermont und im kanadischen Nova Scotia vor.[1]
- Geum pentapetalum (L.) Makino: Sie kommt in Alaska, in Japan, auf den Kurilen, in Sachalin und in Kamtschatka vor.[1]
- Geum pyrenaicum Mill.
- Geum quellyon Sweet (Syn.: Geum chiloense hort.): Sie kommt in Chile vor.[1]
- Geum rhodopeum Stoj. & Stef.
- Geum rossii (R.Br.) Ser.: Sie kommt in Kanada, in den Vereinigten Staaten, in Kamtschatka und in Oblast Magadan vor.[1] Mit der Varietät:
  - Geum rossii var. turbinatum (Rydb.) C.L.Hitchc. (Syn.: Geum turbinatum Rydb.)
- Geum sikkimense Prain
- Geum sylvaticum Pourret
- Geum triflorum Pursh: Sie kommt in den kanadischen Provinzen Alberta sowie British Columbia und in den westlichen Vereinigten Staaten vor.[1]
- Geum uniflorum Buchanan
- Geum vernum (Raf.) Torr. & A.Gray
- Virginia-Nelkenwurz (Geum virginianum L.): Sie kommt in der kanadischen Provinz Ontario und in den östlichen bis zentralen Vereinigten Staaten vor.[1]

## Weblinks

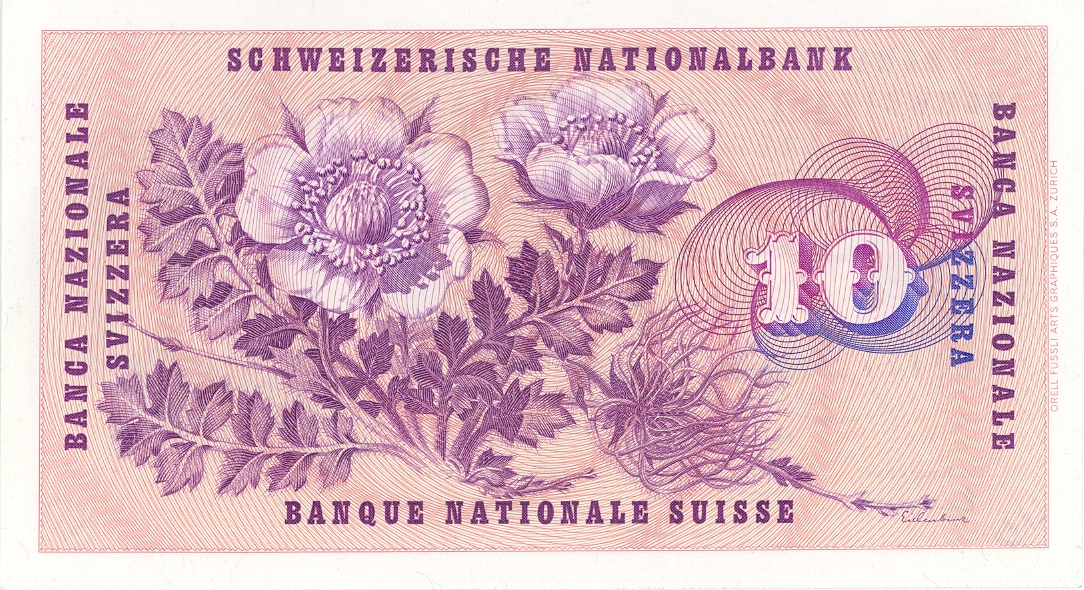
10 Schweizer Franken-Banknote von 1956